# Кроссдрессинг

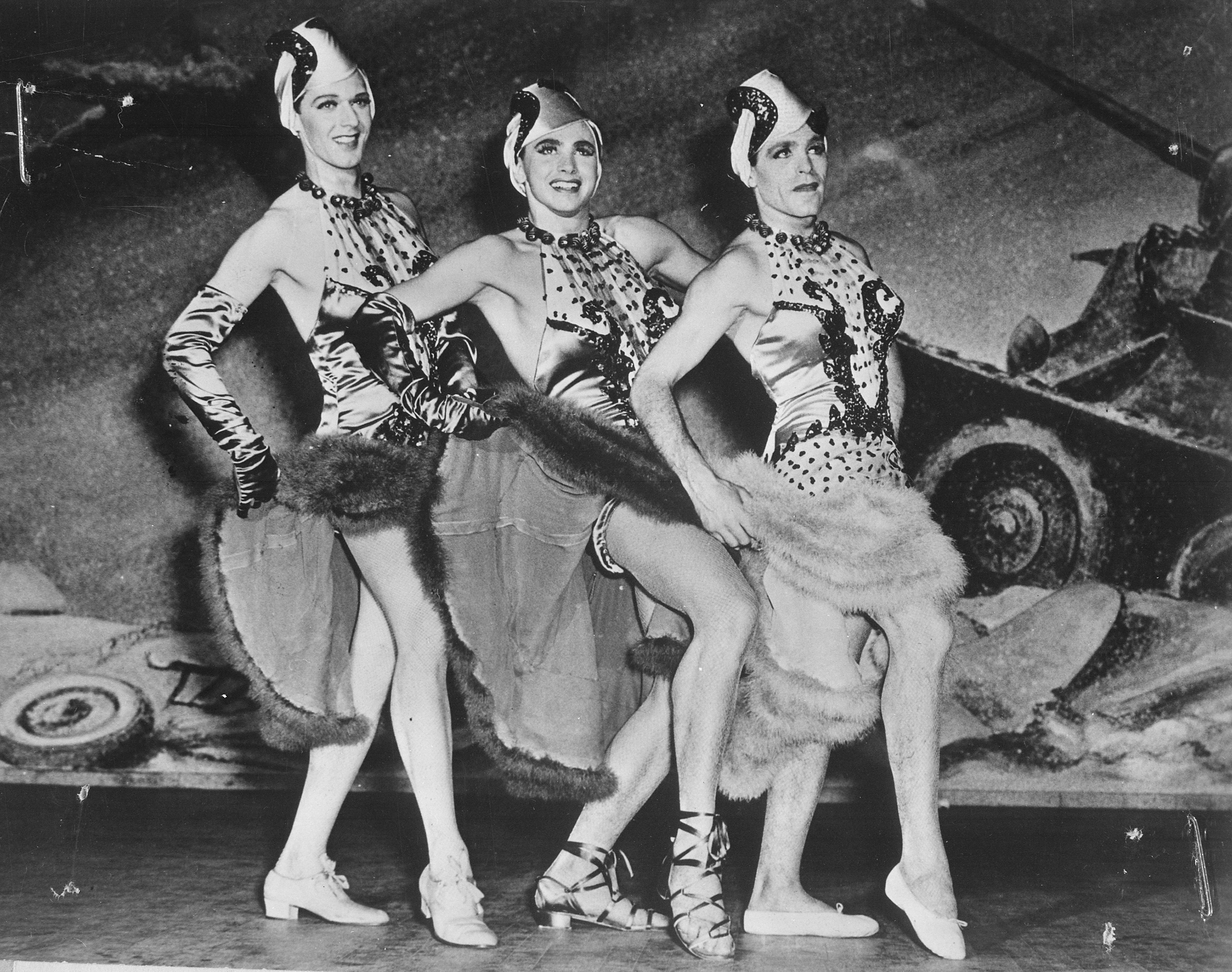
Кроссдрессеры исполняют «This Is the Army, Mr. Jones» Ирвинга Берлина (1942)

Кроссдре́ссинг (англ. cross-dressing) — ношение одежды или аксессуаров, которые в определённом обществе ассоциируются с противоположным полом. Испокон веков кроссдрессинг используется в целях маскировки, удобства и самовыражения.
Почти каждое общество в ходе истории выработало ожидаемые для каждого гендера нормы стиля, цвета или типа носимой его представителями одежды. Большинство обществ аналогичным образом выработали указания, позиции или даже законы, определяющие тип подходящей для каждого гендера одежды.
Термин «кроссдрессинг» означает действие или поведение без указания каких-либо причин или мотивов для такого поведения. Кроссдрессинг не является синонимом трансгендерности.

## Терминология
Феномен кроссдрессинга впервые нашёл своё отражение в Танахе, однако термины для него изменились. Английское слово «кроссдрессер» заметно вытеснило латинское «трансвестит», ныне считающееся устаревшим и уничижительным. Это связано с тем, что слово «трансвестит» использовалось для диагностики психических заболеваний (например, фетишистский трансвестизм), в то время как «кроссдрессер» было изобретено трансгендерным сообществом.
Наиболее раннее употребление термина кросс-дрессинг, согласно Oxford English Dictionary, датируется 1991 годом и принадлежит Эдварду Карпентеру: «Кросс-дрессинг следует считать общим признаком гомосексуальности и феноменом, близким к ней». В 1928 году Хэвлок Эллис ещё использовал термины «кросс-дрессинг» и «трансвестизм» как равнозначные.

## История

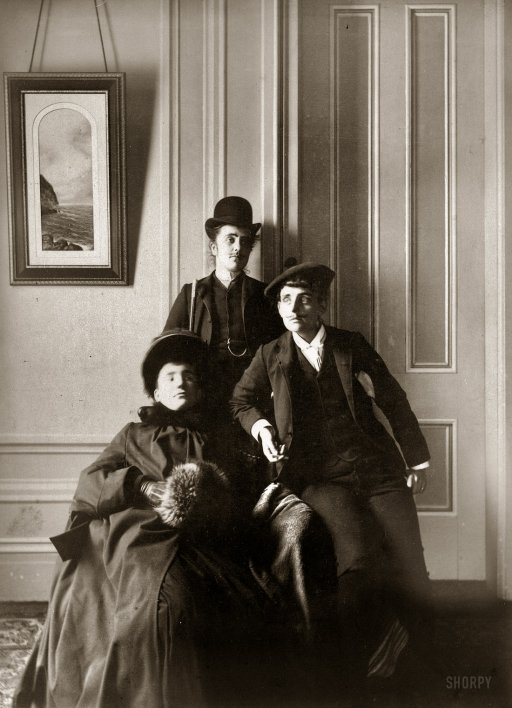
Фрэнсис Бенджамин Джонстон (справа) позирует с двумя друзьями-«кроссдрессерами»; по словам Джонстон, «женщиной» был иллюстратор Миллз Томпсон, c. 1890.

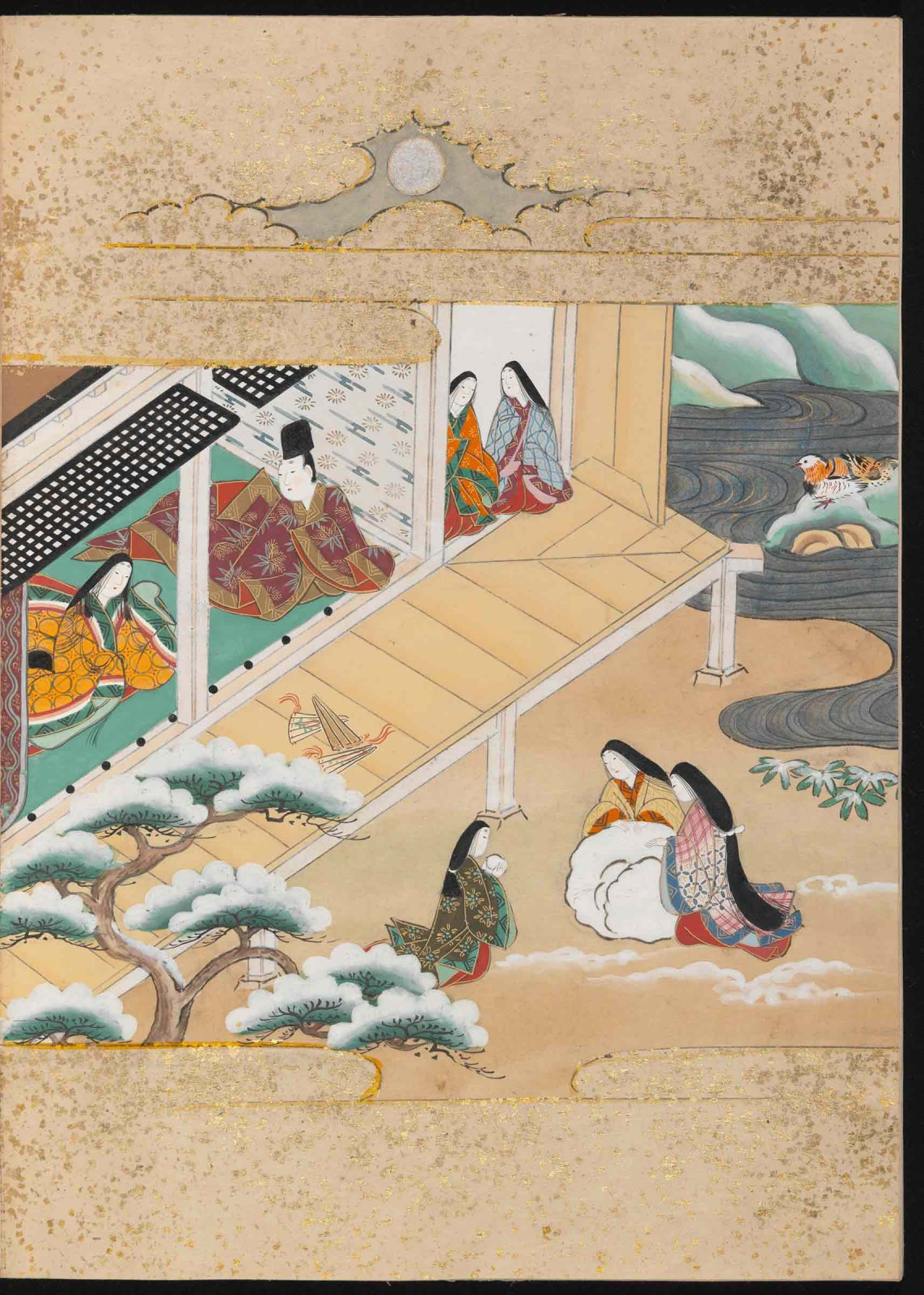
Классический роман Мурасаки Сикибу «Повесть о Гэндзи» (1008) отражает размытие границ между мужской и женской красотой, так как пол части персонажей нельзя определить на вид

Свидетельства практикования кросс-дрессинга находят во многих культурах в течение всей истории человечества. Цели при этом преследуются самые различные. Примеры явления содержатся в мифологии греков, скандинавов и индуистов. Примеры практик кросс-дрессинга имеются в театре (например, кабуки, но, елизаветинский театр) и религиях (например, в корейском шаманизме), в фольклоре, музыке, литературе. В эпоху Эдо кросс-дрессинг из театра кабуки проникал в общество, и, например, мода гейш переходила в мужскую одежду, а старинные портреты японских аристократов не делают различия между качествами мужской и женской красоты. В культуре Британии и континентальной Европы долгое время театральные труппы состояли исключительно из мужчин и мальчиков, причём женские роли исполняли последние.

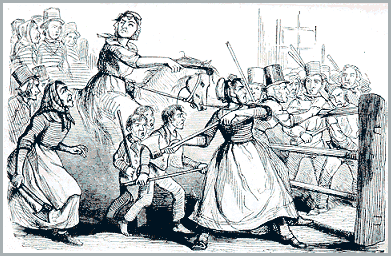
Валлийские рабочие, переодетые женщинами, в ходе бунтов Ребекки. Illustrated London News, 1843

В 1839—1840 годах по западному и среднему Уэльсу прокатились бунты Ребекки, организованные фермерами и батраками против несправедливого налогообложения, в ходе которых восставшие часто одевались женщинами по образу библейской Ревекки.
Разные исторические лица также практиковали кросс-дрессинг. Женщины переодевались мужчинами, чтобы выйти за рамки своей социальной роли. Например, в начале XIX века ученица Мэри Уолстонкрафт Маргарет Кинг переодевалась мужчиной, чтобы обучаться медицине, что было невозможно для женщин. Столетие спустя Вита Сэквилл-Уэст переодевалась солдатом, чтобы беспрепятственно прогуливаться со своей возлюбленной Вайолет Кеппел.
В России наиболее известна история кавалериста-девицы Надежды Дуровой.
Классический роман, основная тема которого — «человек не на своём месте» (по выражению В. Б. Шкловского), широко использует мотивы кроссдрессинга.
Фрейдизм трактует кроссдрессинг в рамках психоаналитических взглядов на роль табу в человеческой психике.

## Трансвестизм и транссексуальность в сексологии
Трансвестизм, как стремление к переодеванию в одежду противоположного пола, необязательно является признаком транссексуала, так как человек, который одевается в одежду другого пола, не всегда идентифицирует себя с ним.
Трансвестизм — форма сексуального поведения, которая характеризуется тем, что половое удовлетворение человека достигается путём надевания одежды противоположного пола.
Длительное время его связывали исключительно с гомосексуальностью, причём активной у женщин и пассивной у мужчин. Поэтому в странах, где гомосексуальность преследовалась по закону, трансвестизм считался аморальным и преступным явлением.
Известно, что в 1431 г. по приказу англичан была сожжена на костре Жанна д'Арк, а в числе предъявленных ей на суде обвинений фигурировало и ношение мужского платья.
На Руси в XV—XVI веках во время церковных преследований и массовых экзекуций скоморохов трансвестизм русского народного театра ставился им в вину, как «доказательство» «дьявольской сущности» скоморошества.
С современной точки зрения трансвестизм — неоднородное явление, поскольку мотивы ношения одежды противоположного пола могут быть совершенно различными.
Выделяют трансвестизм двойной роли и фетишистский трансвестизм.
Трансвестизм двойной роли — гендерное отклонение, характеризующееся слабой и умеренной степенью гендерной дисфории, и выражающееся в непреодолимом желании принятия образа противоположного пола. Переодевание сопровождается чувством эйфории, часто — сексуальным возбуждением.
Фетишистский трансвестизм — переодевание в одежду другого пола вызывает сексуальное наслаждение, например, сильное половое возбуждение у мужчины при надевании женского белья, платья, чулок и т. п. Переодевание нередко сочетается с разглядыванием себя в зеркале и онанизмом. В отличие от трансвестизма двойной роли после получения сексуального удовлетворения желание оставаться в образе пропадает.
Данный вариант трансвестизма фактически является разновидностью фетишизма, поскольку половое удовлетворение у таких субъектов тесно связано с возможностью завладеть предметами одежды противоположного пола и пользования ими.
При гомосексуальном трансвестизме женоподобный гомосексуальный мужчина пользуется косметикой, переодевается в женскую одежду и подражает женским манерам поведения.
При транссексуальности мужчины и женщины с детских лет ощущают свою принадлежность другому полу. Поэтому они считают совершенно естественным постоянное ношение одежды того пола, который соответствует их самоощущению. Наряду с переодеванием транссексуалы стремятся соответствующим образом изменить и свою внешность.

## Типы переодевания в одежду другого пола в истории

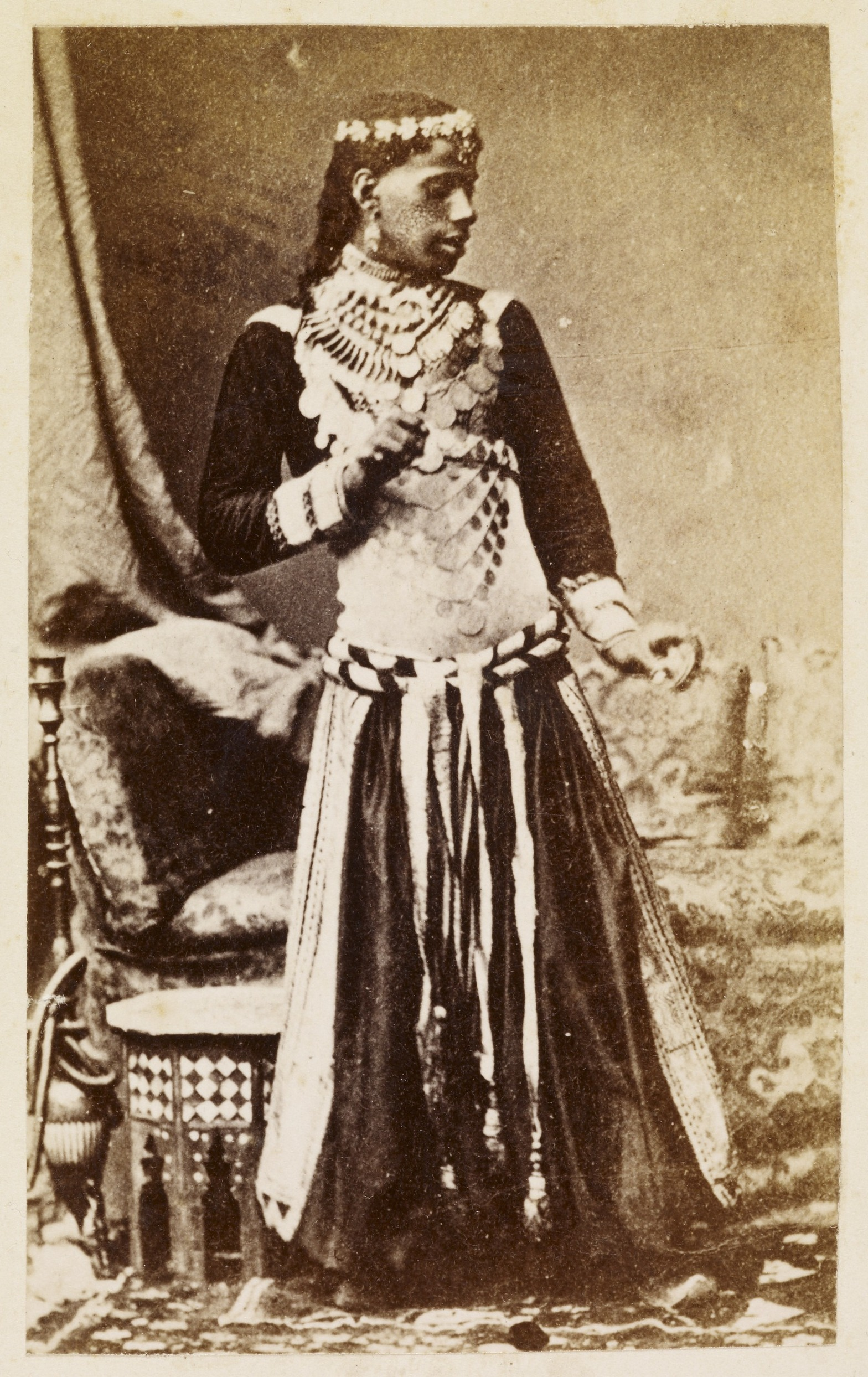
Хаваль в облике гавази, фотография 1870 года

- Чувственные танцы, которые исполняли «гавази» в Египте XVIII—XX веков, вызывали неоднозначную оценку ортодоксальных мусульман. Существовало небольшое количество молодых мужчин-исполнителей под названием «хавали» (кhawals), которые изображали гавази, переодеваясь в женскую одежду, и исполняли их танцы. Связано это было с убеждением, что в танцах гавази нет ничего непристойного, за исключением того, что женщине не подобает появляться перед мужчинами с открытым лицом[14]. Юноши или мальчики, во всём походящие на хавалей (одеждой, манерой держаться, внешностью) и танцующие танцы гавази, назывались «гинк». Они принадлежали к этническим меньшинствам Египта и подчёркивали наиболее эротические элементы танца.

## Варианты переодевания в одежду другого пола
Существуют различные виды и типы кроссдрессинга. Следующие примеры ни в коем случае не являются исчерпывающим списком.
- Комфорт или стиль — ещё в начале 1960-х годов брюки в России считались неприличными для женщин.
- Привлечь внимание или бросить вызов общественным нормам — стиль хиппи или мужские костюмы суфражисток XIX века.
- Скрыть свой пол — распространённый фольклорный мотив: женщина переодевается в мужчину или мужчина в женщину.
- Национальная традиция — юбки являются традиционной мужской одеждой у шотландцев и бирманцев. Строго говоря, это не является кроссдрессингом, так как в данном случае «юбка» является нормальным, общепринятым элементом мужского гардероба.

Мужская одежда многими считается более удобной и функциональной, причиной того, что женщины стали носить брюки, является феминизм.

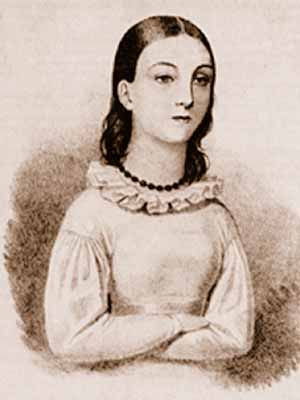
Надежда Дурова — кавалерист-девица.
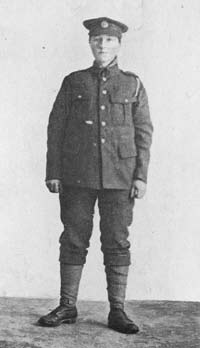
Первая мировая война Фотография английского репортёра Дороти Лоуренс, тайно переодевшейся мужчиной, чтобы поступить на службу.
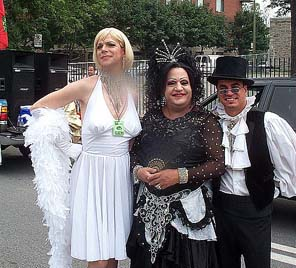
Драг-квин Люк Д’Арси and Jerry Cyr and friend at Монреаль's 2003 Divers/Cité гей-парад.

## Кроссдрессинг в фольклоре
- В русской былине «Ставр Годинович» жена богатыря переодевается мужчиной, чтобы вызволить из узилища своего мужа.
- В южноафриканском фольклоре есть легенда о разбойнике по имени Антье Сомерс[африк.], который по ночам надевал женскую одежду и нападал на ничего не подозревающих полуночников. Затем он стал призраком, который бродит по ночам в женской одежде и похищает детей[15].

## Кроссдрессинг в искусстве
«Трансвестизм, непреодолимое желание принять образ другого пола, в искусстве присутствует со времен древних ритуальных поклонений богам. Это распространенный фольклорный мотив, ассоциируемый с карнавалом, комедией, театром, цирком. Комедия положений не существует без переодевания мужчины в женщину и vice versa. Кинематограф использовал тему подмены с самого своего рождения». The Hollywood Reporter
Литература и театр
- Шекспир У. «Венецианский купец» (1596)
- Шекспир У. «Виндзорские проказницы» (1597)
- Шекспир У. «Как вам это понравится» (1599—1600)
- Шекспир У. «Двенадцатая ночь, или Что угодно?» (1600—1601 ?)
- Губарев В. Г. «Королевство кривых зеркал» (1951)

Опера
- Моцарт «Свадьба Фигаро»
- Рихард Штраус «Кавалер розы»

Киноискусство
- «В джазе только девушки» (1959)
- «Психо» (1960)
- «Множественные маньяки» (1970)
- «Бабий бунт» (1971), англ. «Women in Revolt»
- «Розовые фламинго» (1972)
- «Воспоминания о Геркулесовых водах» (1976)
- «Шоу ужасов Рокки Хоррора» (1975)
- «Здравствуйте, я ваша тётя!» (1975)
- «Тутси» (1982)
- « Виктор/Виктория» (1982)
- «Дед Мороз — отморозок» (1982). Ремейк — «Совершенно чокнутый» (1994)
- «Молчание ягнят» (1991)
- «М. Баттерфляй» (1993)
- «Миссис Даутфайр» (1993)
- «Приключения Присциллы, королевы пустыни» (1994)
- «Вонг Фу, с благодарностью за всё! Джули Ньюмар» (1995)
- «Однажды в Токио» (2003)
- «Дурное воспитание» (2004)
- «Весельчаки» (2009)
- «Новая подружка» (2014)

Популярная музыка
- Кончита Вурст